# Örvös hegyifogoly
Az örvös hegyifogoly (Arborophila charltonii) a madarak osztályának tyúkalakúak (Galliformes) rendjébe és a fácánfélék (Phasianidae) családjába tartozó faj.

## Rendszerezés
Besorolása vitatott, egyes rendszerezők a fogolyformák (Perdicinae) alcsaládjába sorolják.

## Előfordulása
Indonézia, Malajzia, Mianmar, Thaiföld és Vietnám területén honos. A természetes élőhelye a síkvidéki erdők.

## Alfajai
- Arborophila charltonii atjenensis Meyer de Schauensee & Ripley, 1940
- Arborophila charltonii charltonii (Eyton, 1845)
- Arborophila charltonii graydoni (Sharpe & Chubb, 1906)
- Arborophila charltonii tonkinensis (Delacour, 1927)

## Megjelenése
Testhossza 26-32 centiméter.

## Külső hivatkozások
- Képek az interneten a fajról
- Ibc.lynxeds.com - videó a fajról